# Дегтярёв, Геннадий Матвеевич
Геннадий Матвеевич Дегтярёв (7 октября 1932, гор. Арысь Чимкентской обл. Казахской ССР — 21 июля 2016, Санкт-Петербург) — доктор технических наук (1990), профессор (2000), заслуженный деятель науки Российской Федерации, капитан 1-го ранга в отставке.

## Биография
Родился в семье железнодорожного рабочего в городе Арысь Чимкентской области Казахской ССР. Его отец умер, когда мальчику было 6 лет.
Военную службу Геннадий Матвеевич начал с 15 лет, когда его зачислили воспитанником оркестра полка связи в городе Джамбуле, потом он был воспитанником полков в Осиновой Роще и Ленинграде.
В 1952 году Геннадий Матвеевич стал курсантом Балтийского высшего военно-морского гидрографического
училища в Калининграде, которое окончил в апреле 1957 года по специальности гидрометеорология.
В 1957—1958 годах служил в авиации КЧФ.
В мае 1958 года направлен на службу в Атлантическую океанографическую экспедицию ДКБФ (Калининград), а в 1964 году переведен в город Ломоносов. Этот период считается основополагающим в становлении его как ученого и исследователя. После защиты диссертации ему в 1968 году присуждена ученая степень кандидата технических наук.
С 1968 по 1988 год служил в 14-м и 54-м НИИ ВМФ, где по командно-административной линии вырос
от младшего научного сотрудника до начальника отдела. За участие в создании новой техники для ВМФ был
награждён орденом «Красной Звезды» (1985).
После ухода в запас в звании капитана 1-го ранга в 1988 году Геннадий Матвеевич продолжил научно-исследовательскую работу в 14-м НИИ ВМФ в качестве гражданского специалиста, где написал и защитил докторскую диссертацию (1990).
С 1991 года работал на научных должностях в Государственном научно-исследовательском институте прикладных проблем (Санкт-Петербург). За это время под его руководством был выполнен ряд научно-исследовательских работ, результаты которых позволили уточнить влияние электромагнитного излучения на организм человека и окружающую среду.
В 2000 году Г. М. Дегтяреву присвоено ученое звание профессор.
За особые заслуги в науке указом Президента РФ Геннадию Матвеевичу Дегтяреву было присвоено почетное звание «Заслуженный деятель науки Российской Федерации».
Г. М. Дегтярев вел активную научно-педагогическую деятельность. Он известен как создатель научной
школы в области открытых динамических систем
При его научном руководстве были подготовлены и защищены семь кандидатских диссертаций.

## Теория самоорганизации и саморегуляции
Один из авторов теории самоорганизации и саморегуляции природных систем, для которой А. Г. Ивановым-Ростовцевым и Л. Г. Колотило в 1989 году было предложено название : Теория D-SELF. Название D-SELF является аббревиатурой от первой буквы слова Double, обозначающего отношение к двум процессам, чьи названия начинаются со слова SELF: SELForganization и SELFregulation. Сначала результаты работ по этой тематике были опубликованы в сборнике научных статей Пулковской обсерватории и в Известиях РГО.
Новое научное направление поддержал академик А. Ф. Трёшников и представил четыре статьи по этой тематике в самый престижный научный журнал «Доклады АН СССР» (ДАН), где они и были опубликованы. Всего по этой тематике только в ДАНе было опубликовано более двух десятков статей, которые представляли академики: К. Я. Кондратьев, В. И. Ильичёв, Н. С. Соломенко, С. Л. Соловьёв. Часть из этих работ переведена и опубликована за рубежом.
В 1999 и 2001 годах опубликованы две монографии по теории D-SELF,.
В разное время в работе над теорией D-SELF принимали участие: д.т. н. Г. М. Дегтярёв, к.г.н. А. Г. Иванов-Ростовцев, к.г.н. Л. Г. Колотило, О. А. Любченко, д.т. н. Ю. Ф. Тарасюк, д.ф.-м.н. П. П. Шерстянкин, д.г.-м.н. В. А. Смирнов, д.ф.-м.н. О. И. Смоктий и др.

## Основные печатные труды
- Дегтярёв Г. М., Иванов-Ростовцев А. Г., Колотило Л. Г., Любченко О. А. Модель генезиса и саморегуляции периодических структур в геосферах // Известия РГО. 1990. Т. 122. Вып. 3. С. 220—229
- Дегтярев Г. М., Иванов-Ростовцев А. Г., Колотило Л. Г., Любченко О. А.  Пространственно-временная симметрия в открытых динамических системах (модель D-SELF). Докл. АН СССР, 315:5 (1990), 1108—1111.
- Degtyarev G. M., Ivanov-Rostovtsev A. G., Kolotilo L. G., O. A. Lyubchenko. Space-time symmetry in open dynamical systems (the D-SELF model) // Dokl. Math., 35:12 (1990), 1062—1064
- Дегтярев Г. М., Колотило Л. Г., Любченко О. А.. Взаимосвязь частотных характеристик озерных течений с параметрами источника их возмущений // Доклады АН СССР, 314:6 (1990), 1361—1362.
- Дегтярев Г. М., Иванов-Ростовцев А. Г., Колотило Л. Г., Любченко О. А.. О коэффициентах автомодельности динамических процессов в природных средах // Доклады АН СССР, 313:4 (1990), 837—839.
- Дегтярев Г. М., Иванов-Ростовцев А. Г., Колотило Л. Г., Любченко О. А.. О взаимосвязи пространственно-временных характеристик гидродинамических процессов (на примере озёр) // Доклады АН СССР, 313:3 (1990), 574—577.
- Дегтярев Г. М., Иванов-Ростовцев А. Г.. О переизлучении звука сплошными телами различной геометрии // Доклады АН СССР, 318:5 (1991), 1117—1119.
- Дегтярев Г. М., Иванов-Ростовцев А. Г., Пуленец М. Л.. О возможности преодоления энергетического барьера в ультразвуковых технологиях // Доклады РАН, 327:2 (1992), 212—213.
- Дегтярев Г. М., Карпиченко Е. А., Карпиченко С. Е.. О причине вариации эмпирических коэффициентов Струхала в отрывных течениях // Доклады РАН, 348:5 (1996), 671—672
- Дегтярёв Г. М., Носов В. Н., Шпаков П. Д. Масштабная инвариантность процессов самоорганизации и саморегуляции в природе и обществе. СПб.: Астерион, 2012. 186 с.
- Дегтярёв Г. М. Памятные фрагменты моей «нептуниады». СПб.: Астерион, 2007. 156 с.

## Изобретения
Автор пяти изобретений

## Награды
- Орден Красной Звезды (1985)
- Заслуженный деятель науки и техники РФ